# Lithocarpus rassa
Lithocarpus rassa (Miq.) Rehder – gatunek roślin z rodziny bukowatych (Fagaceae Dumort.). Występuje naturalnie w Malezji oraz Indonezji (na Sumatrze i w Kalimantanie). 

## Morfologia
PokrójZimozielone drzewo dorastające do 25 m wysokości. Pień często wyposażony jest w korzenie podporowe. Kora jest spękana.
LiścieBlaszka liściowa jest skórzasta i ma kształt od równowąsko lancetowatego do owalnie eliptycznego. Mierzy 3–7,2 cm długości oraz 1,5–2 cm szerokości, ma ostrokątną nasadę i ostry wierzchołek. Ogonek liściowy jest nagi i ma 5–15 mm długości. Przylistki mają trójkątny kształt i osiągają 5 mm długości.
OwoceOrzechy o stożkowatym kształcie, dorastają do 25 mm średnicy. Osadzone są pojedynczo w miseczkach w kształcie kubka.

## Biologia i ekologia
Rośnie w lasach pierwotnych.